# ВВС Брянского фронта
ВВС Брянского фронта (ВВС БрянФ) — оперативное объединение фронтовой авиации, предназначенное для решения боевых задач (ведения боевых действий) во взаимодействии (в совместных операциях) с другими видами Вооружённых Сил Союза ССР, а также проведения самостоятельных воздушных операций.

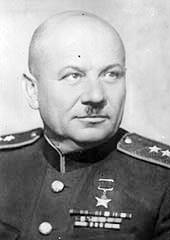
Командующий ВВС фронта С. А. Красовский.

## История наименований
- ВВС Брянского фронта;
- 15-я воздушная армия;
- 30-я воздушная армия (c 20 февраля 1949 года);
- 15-я воздушная армия (с 4 апреля 1968 года);
- ВВС Прибалтийского военного округа (с декабря 1977 года);
- 15-я воздушная армия (с мая 1988 года).

## История и боевой путь

### Первое формирование
Брянский фронт сформирован 14 августа 1941 года на стыке Центрального и Резервного фронтов для прикрытия брянского направления в составе 13-й, 50-й, 3-й, 21-й армий и оперативной группы Ермакова. ВВС фронта принимали участие в Смоленском сражении и Битве за Москву, в Орловско-Брянской и Тульской оборонительной операциях . 10 ноября 1941 года фронт был расформирован. Соединения и части ВВС фронта вместе с ВВС армий вошли в подчинение: ВВС 50-й армии — в состав ВВС Западного фронта, ВВС 3-й и 13-й — ВВС Юго-Западного фронта.
Участие в операциях и битвах:
- Смоленское сражение (1941) (с 14 августа):
  - Гомельско-Трубчевская оборонительная операция — с 14 по 30 августа 1941 года
  - Рославльско-Новозыбковская наступательная операция — с 30 августа по 12 сентября 1941 года
- Битва за Москву:
  - Орловско-Брянская оборонительная операция — с 30 сентября по 23 октября 1941 года
  - Тульская оборонительная операция — с 24 октября по 10 ноября 1941 года

### Второе формирование
Брянский фронт сформирован повторно 24 декабря 1941 года в составе 61-й, 3-й и 13-й армий. Войска фронта участвовали в Болховской и Воронежско-Ворошиловградской оборонительной операциях.
Участие в операциях и битвах:
- Болховская наступательная операция — с 8 января по 20 апреля 1942 года
- Воронежско-Ворошиловградская стратегическая оборонительная операция:
  - Касторненская оборонительная операция — с 28 июня по 24 июля 1942 года

В период с 11 июля по 15 августа 1942 года в соответствии с требованиями директивы командующего ВВС РККА от 10 июля 1942 года на базе ВВС Брянского фронта сформирована 15-я воздушная армия. Формирование армии проводилось в селе Павловка (в 18 км юго-восточнее города Ельца) Орловской (ныне Липецкой) области. Десять дней этой работой руководил зам. командующего ВВС Красной Армии генерал-лейтенант авиации Г. А. Ворожейкин, вступивший во временное командование воздушной армией. Первоначально в состав армии вошли сформированные 286-я истребительная авиационная дивизия, 225-я штурмовая авиационная дивизия, 284-я бомбардировочная авиационная дивизия, 3 отдельных авиаполка.

## В составе
Находились в составе Брянского фронта.
| Подчинение     | Период                  |
| -------------- | ----------------------- |
| Брянский фронт | 24.07.1941 — 26.08.1941 |

## Командующие
- генерал-майор авиации Полынин Федор Петрович, с 16 августа по 10 ноября 1941 года
- генерал-майор авиации Полынин Федор Петрович, с 24 декабря 1941 года по январь 1942 года
- генерал-майор авиации Красовский Степан Акимович, с января по 5 мая 1942 года

## Состав

### 1941 год
| - ВВС 3-й армии - ВВС 13-й армии - ВВС 21-й армии - ВВС 50-й армии - Соединения и части фронтового подчинения: - 11-я смешанная авиационная дивизия - 28-я смешанная авиационная дивизия - 60-я смешанная авиационная дивизия - 61-я смешанная авиационная дивизия |

| - ВВС 3-й армии - ВВС 13-й армии - 11-я смешанная авиационная дивизия - 60-я смешанная авиационная дивизия - 61-я смешанная авиационная дивизия - ВВС 50-й армии - Соединения и части фронтового подчинения: - 24-й бомбардировочный авиационный полк - 6-я резервная авиационная группа - 42-й истребительный авиационный полк; - 425-й истребительный авиационный полк; - 509-й истребительный авиационный полк; - 74-й штурмовой авиационный полк; - 299-й штурмовой авиационный полк; - 130-й бомбардировочный авиационный полк; - 244-й бомбардировочный авиационный полк (вошел в состав 02.10.1941 г., 20 Пе-2. 11.11.1941 г. убыл на доукомплектование в тыл). |

| - ВВС 3-й армии - ВВС 13-й армии - ВВС 50-й армии - Соединения и части фронтового подчинения: - 60-я истребительная авиационная дивизия - 101-я истребительная авиационная дивизия - 11-я смешанная авиационная дивизия - 61-я смешанная авиационная дивизия - 6-я резервная авиационная группа - 42-й истребительный авиационный полк (07.11.1941 выведен с фронта на переучивание и доукомплектование); - 425-й истребительный авиационный полк (с 3.10.1941 г. по 11.10.1941); - 509-й истребительный авиационный полк (с 3.10.1941 г. по 15.11.1941); - 74-й штурмовой авиационный полк (с 3.10.1941 г. по 11.11.1941); - 299-й штурмовой авиационный полк (с 3 по 19.10.1941 г.); - 130-й бомбардировочный авиационный полк (с 5 октября по 12 ноября 1941 года); - 244-й бомбардировочный авиационный полк (11.11.1941 г. убыл на доукомплектование в тыл) |

### 1942 год
| - ВВС 3-й армии - 11-я смешанная авиационная дивизия - ВВС 13-й армии - 61-я смешанная авиационная дивизия - ВВС 61-й армии - 12-я смешанная авиационная дивизия - Соединения и части фронтового подчинения: |

| - ВВС 3-й армии - 11-я смешанная авиационная дивизия - ВВС 13-й армии - 61-я смешанная авиационная дивизия - 66-я разведывательная авиационная эскадрилья - Соединения и части фронтового подчинения: - 13-я авиационная группа ГВФ - 672-й ночной легко-бомбардировочный авиационный полк |

| - ВВС 3-й армии - 184-й истребительный авиационный полк - 241-й штурмовой авиационный полк - 646-й ночной ближнебомбардировочный авиационный полк - 711-й ближнебомбардировочный авиационный полк - ВВС 13-й армии - 165-й истребительный авиационный полк - 97-й скоростной бомбардировочный авиационный полк - 625-й легко-бомбардировочный авиационный полк - 636-й легко-бомбардировочный авиационный полк - Соединения и части фронтового подчинения: - 13-я авиационная группа ГВФ - 24-й бомбардировочный авиационный полк - 66-я разведывательная авиационная эскадрилья |

| - ВВС 3-й армии - 184-й истребительный авиационный полк - 241-й штурмовой авиационный полк - 646-й ночной ближнебомбардировочный авиационный полк - 711-й ближнебомбардировочный авиационный полк - ВВС 13-й армии - 165-й истребительный авиационный полк - 97-й скоростной бомбардировочный авиационный полк - 636-й легко-бомбардировочный авиационный полк - Соединения и части фронтового подчинения: - 13-я авиационная группа ГВФ - 24-й бомбардировочный авиационный полк - 66-я разведывательная авиационная эскадрилья |

| - ВВС 3-й армии - 184-й истребительный авиационный полк - 241-й штурмовой авиационный полк - 646-й ночной ближнебомбардировочный авиационный полк - 711-й ближнебомбардировочный авиационный полк - ВВС 13-й армии - 165-й истребительный авиационный полк - 97-й скоростной бомбардировочный авиационный полк - 636-й легко-бомбардировочный авиационный полк - ВВС 40-й армии - 17-й истребительный авиационный полк - 209-й ближнебомбардировочный авиационный полк - 682-й ночной бомбардировочный авиационный полк - 719-й ночной бомбардировочный авиационный полк - ВВС 48-й армии - ВВС 61-й армии - 772-й истребительный авиационный полк - 620-й ночной бомбардировочный авиационный полк - 734-й ночной бомбардировочный авиационный полк - Соединения и части фронтового подчинения: - 13-я авиационная группа ГВФ - 24-й бомбардировочный авиационный полк - 66-я разведывательная авиационная эскадрилья |